# Parandra
Genre
Parandra est un genre d'insectes capricornes d'Amérique du Nord et d'Amérique centrale dont une espèce s'est naturalisée en Europe. Il existe toutefois quelques espèces en Asie et notamment au Japon.

## Espèce rencontrée en Europe
- Neandra brunnea Fabricius, 1798

## Liste des sous-genres et espèces
Selon Catalogue of Life (26 août 2014), espèces :
- Parandra brachyderes
- Parandra brasilica
- Parandra brevicollis
- Parandra colombica
- Parandra conspicua
- Parandra expectata
- Parandra gilloglyi
- Parandra glaberrima
- Parandra glabra
- Parandra guianensis
- Parandra humboldti
- Parandra imitatrix
- Parandra lalannecassouorum
- Parandra longicollis
- Parandra minuscula
- Parandra monnei
- Parandra polita
- Parandra scaritoides
- Parandra separanda
- Parandra solangeae
- Parandra solisi
- Parandra thomasi
- Parandra tucumana
- Parandra ubirajarai
- Parandra villei

Selon ITIS (26 août 2014) :
- Parandra puncticeps Sharp, 1878
- sous-genre Parandra (Parandra) Latreille, 1804

Selon NCBI (26 août 2014) :
- Parandra brunnea
- Parandra cribrata
- Parandra janus

Selon Paleobiology Database (26 août 2014) :
- Parandra florissantensis